# Tiocuautla
Tiocuautla är en ort i Mexiko.   Den ligger i kommunen Altotonga och delstaten Veracruz, i den sydöstra delen av landet, 210 km öster om huvudstaden Mexico City. Tiocuautla ligger 1 284 meter över havet och antalet invånare är 534.
Terrängen runt Tiocuautla är bergig österut, men västerut är den kuperad. Runt Tiocuautla är det ganska tätbefolkat, med 104 invånare per kvadratkilometer. Närmaste större samhälle är Atzalan, 14,9 km väster om Tiocuautla. I omgivningarna runt Tiocuautla växer i huvudsak städsegrön lövskog.